# Günther Schlee
Günther Schlee (* 10. Juli 1951 in Heide (Holstein)) ist ein deutscher Ethnologe. Er war von der Gründung 1999 bis 2019 einer der beiden Direktoren des seit  Max-Planck-Instituts für ethnologische Forschung in Halle (Saale). Zuvor war er von 1986 bis 1999
Professor für Sozialanthropologie an der  Universität Bielefeld.

## Leben
Schlee studierte von 1970 bis 1977 Völkerkunde (Hauptfach) sowie Romanistik und allgemeine Sprachwissenschaft an der Universität Hamburg. Nach einem Feldforschungsaufenthaltes in Kenia wurde er 1977 in Hamburg promoviert, Thema seiner Dissertation war Das Glaubens- und Sozialsystem der Rendille. Mit Förderung der Deutschen Forschungsgemeinschaft (DFG) war er ab 1978 für weitere zwei Jahre Feldforschung zum Thema
Interethnische Klanbeziehungen in Nordkenia. Von 1980 bis 1986 forschte er als wissenschaftlicher Assistent für Ethnologie und Sozialanthropologie an der Universität Bayreuth, wo er 1986 mit einer Schrift zu Identities on the move: clanship and pastoralism in northern Kenya habilitiert wurde.
Im selben Jahr wurde Schlee als Professor für Sozialanthropologie an die Fakultät für Soziologie der Universität Bielefeld berufen. Zu weiteren Feldforschungsaufenthalten war er in Kenia und im Sudan. Ab 1998 war er an der Gründung des
Max-Planck-Instituts für ethnologische Forschung in Halle (Saale) beteiligt, zu dessen Gründungsdirektor er im Jahr darauf ernannt wurde. Seit 2001 bzw. 2002 ist Schlee Honorarprofessor für Ethnologie an der Universität Leipzig und der Martin-Luther-Universität Halle-Wittenberg.
2019 wurde er als Direktor des Max-Planck-Instituts emeritiert. Seit 2020 ist er Professor für Ethnologie an der Universität von Arba Minch im Süden Äthiopiens.
Seine Forschungsthemen sind vor allem Identität und Differenz, der Wechsel von Allianzen, Verwandtschaft und Freundschaft, seine Forschungsgebiete liegen geografisch im Sudan, Kenia, Somalia und Süd-Äthiopien. Von 1999 bis 2011 war Schlee Herausgeber der Zeitschrift für Ethnologie.

## Entwicklungszusammenarbeit und Politikberatung
Schlee war mehrfach in der Entwicklungszusammenarbeit und Politikberatung tätig: So forschte er zwischen 1986 und 1989 für das Kenya Range Management Handbook des Ministry of Livestock Development der Republik Kenia, für das er auch Beiträge verfasste. In der gleichen Zeit war er auch für die Gesellschaft für Technische Zusammenarbeit (GTZ) tätig. 2002 war er am Workshop Early Warning and Conflict Prevention der Intergovernmental Authority on Development (IGAD) beteiligt. Die IGAD ist eine regionale Organisation, die den Sudan, Eritrea, Djibouti, Äthiopien, Uganda, Kenia und Somalia umfasst. 2002 bis 2003 war er Experte für die  Kommission Property Rights der Somalia Peace and Reconciliation Conference, tätig, die ebenfalls von der IGAD organisiert wurde.

## Veröffentlichungen (Auswahl)
- Das Glaubens- und Sozialsystem der Rendille. Kamelnomaden Nordkenias. (Dissertation) Marburger Studien zur Afrika- und Asienkunde. Series A Afrika, Nr. 16. Dietrich Reimer, Berlin 1979; Nachdruck: Max Planck Institute for Social Anthropology, Halle (Saale) 2014 (online).
- Wie Feindbilder entstehen: Eine Theorie religiöser und ethnischer Konflikte. Beck, München 2006 (Beck’sche Reihe 1720), ISBN 978-3-406-54743-0.
- Günther Schlee, Bertram Turner (Hrsg.): Vergeltung: Eine interdisziplinäre Betrachtung der Rechtfertigung und Regulation von Gewalt. Campus, Frankfurt / New York 2008, ISBN 978-3-593-38611-9, englische Ausgabe: On retaliation: toward an interdisciplinary understanding of a basic human condition. Reihe Integration and Conflict Studies 15. New York; Oxford: Berghahn 2017.
- Günther Schlee, Elizabeth E. Watson (Hrsg.):  Changing identifications and alliances in North-East Africa, 1: Ethiopia and Kenya.  Integration and Conflict Studies 2. New York: Berghahn 2009.
- Günther Schlee, Elizabeth E. Watson (Hrsg.): Changing identifications and alliances in North-East Africa, 2: Sudan, Uganda, and the Ethiopia-Sudan borderlands. Reihe Integration and Conflict Studies 3. New York: Berghahn 2009.
- Günther Schlee, Alexander Horstmann (Hrsg.): Difference and sameness as modes of integration: anthropological perspectives on ethnicity and religion. Reihe Integration and Conflict Studies 16. New York; Oxford: Berghahn 2018.

### Aufsätze
- Eidson, J. R.; Feyissa, D.; Fuest, V.; Hoehne, M. V.; Nieswand, B.; Schlee, G.; Zenker, O.: From identification to framing and alignment: a new approach to the comparative analysis of collective identities, in: Current Anthropology 58 (3), S. 340–351 (2017)
- Günther Schlee: Omaha terminologies: global distribution patterns and how they may have come about, in: Cross-Cultural Research 51 (2), S. 117–141 (2017)